# Potatisstamfly
Potatisstamfly eller Potatisfly (Hydraecia micacea) är en fjärilsart som beskrevs av Eugen Johann Christoph Esper 1789. Potatisstamfly ingår i släktet Hydraecia och familjen nattflyn. Arten är reproducerande i Sverige. Inga underarter finns listade i Catalogue of Life.
Framvingarna på potatisstamflyet har en spännvidd av 30–40 millimeter och är rödgrå eller rödaktigt gråbruna med utåt mörkare mittfält och fina, mörkbruna tvärlinjer. Bakvingarna är grågula med mörk båglinje och ibland mittfläck. Larven som är gulaktig eller köttröd med mörkare mittlinje och mörkprickad sidlinje lever på potatisstammens nedre del men kan även på liknande sätt förekomma på bet- eller jordgubbsplantor, i bladskaften av rabarber med flera växter. I Sverige förekommer potatisstamflyet upp till Ångermanland.

## Bildgalleri

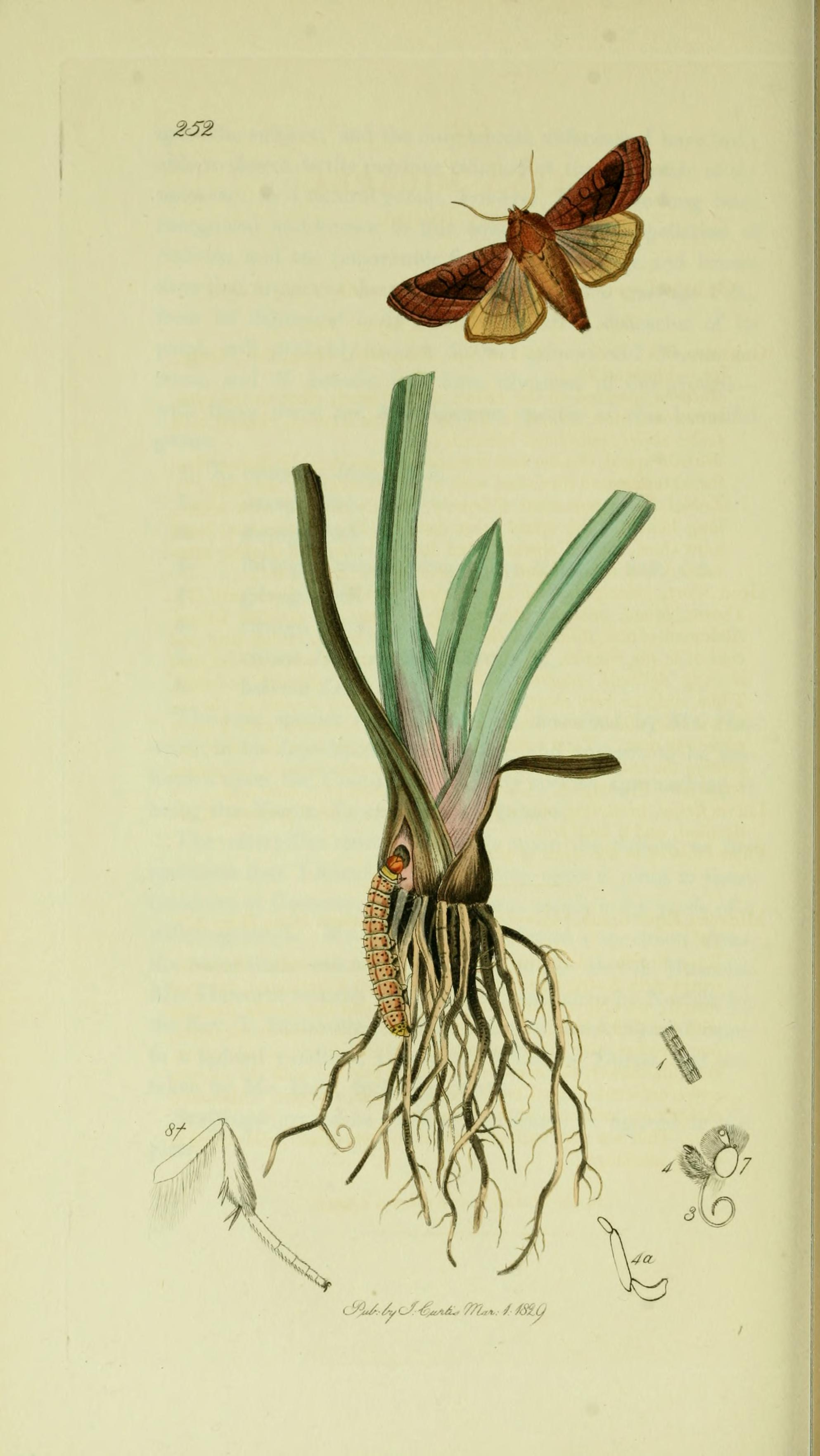
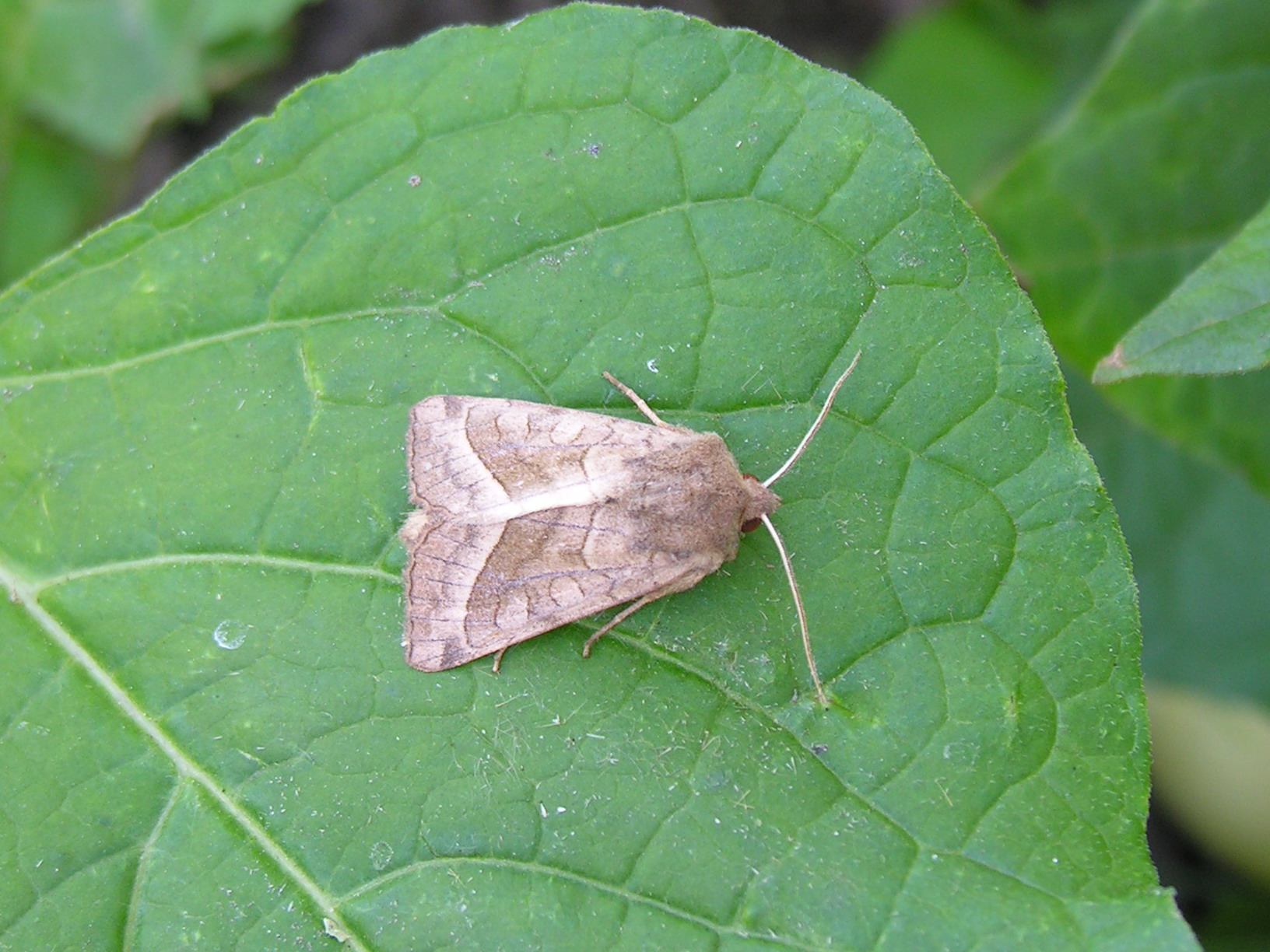